# Canon EOS 650D
600D 700D
100D
Le Canon EOS 650D, appelé EOS Rebel T4i en Amérique du Nord et EOS Kiss X6i au Japon, est un appareil photographique reflex numérique de 18,0 mégapixels fabriqué par Canon sorti en juin 2012 puis retiré du catalogue de Canon France en mars 2013. Il est vendu comme boîtier nu ou en kit avec un 18-55 mm ou avec un des nouveaux objectifs STM : 40 mm "pancake", ou 18-135 mm IS spécialement conçu pour la vidéo. Par rapport au 600D, l'autofocus fonctionne en continu pendant les vidéos, grâce au système AF hybride (détection de phase et mesure de contraste).

## Caractéristiques
- Capteur CMOS APS-C (22,3 × 14,9 mm)
- Processeur d'images : DIGIC 5
- Définition : 18 millions de pixels
- Ratio image : 3:2
- Objectifs EF et EF-S
- Viseur : pentamiroir avec couverture d'image d'environ 95 %
- Mode Live View avec couverture 99 % et 30 images par seconde
- Autofocus : 9 collimateurs croisés
- Vidéo 1080p avec autofocus continu (Hybrid CMOS AF)
- Flash intégré
- Sensibilité : Auto de 100 à 6400 ISO, extensible à 25600 ISO.
- Autonomie : Environ 440 déclenchements à 23 °C (50 % Flash) et 400 déclenchements à 0 °C (50 % Flash)